# Fancsal
Fancsal ist eine ungarische Gemeinde im Kreis Encs im Komitat Borsod-Abaúj-Zemplén.

## Geografische Lage
Fancsal liegt in Nordungarn, 35 Kilometer nordöstlich des Komitatssitzes Miskolc und fünf Kilometer nordwestlich der Kreisstadt Encs. Nachbargemeinden im Umkreis von vier Kilometern sind Baktakék, Beret und Forró.

## Sehenswürdigkeiten
- Evangelische Kirche, erbaut 1774–1786 im spätbarocken Stil, der Turm wurde 1877 hinzugefügt
- Römisch-katholische Kapelle Szűz Mária keresztények segítsége, erbaut 1934. In der Kirche finden auch die Gottesdienste der griechisch-katholischen Gemeinde statt.

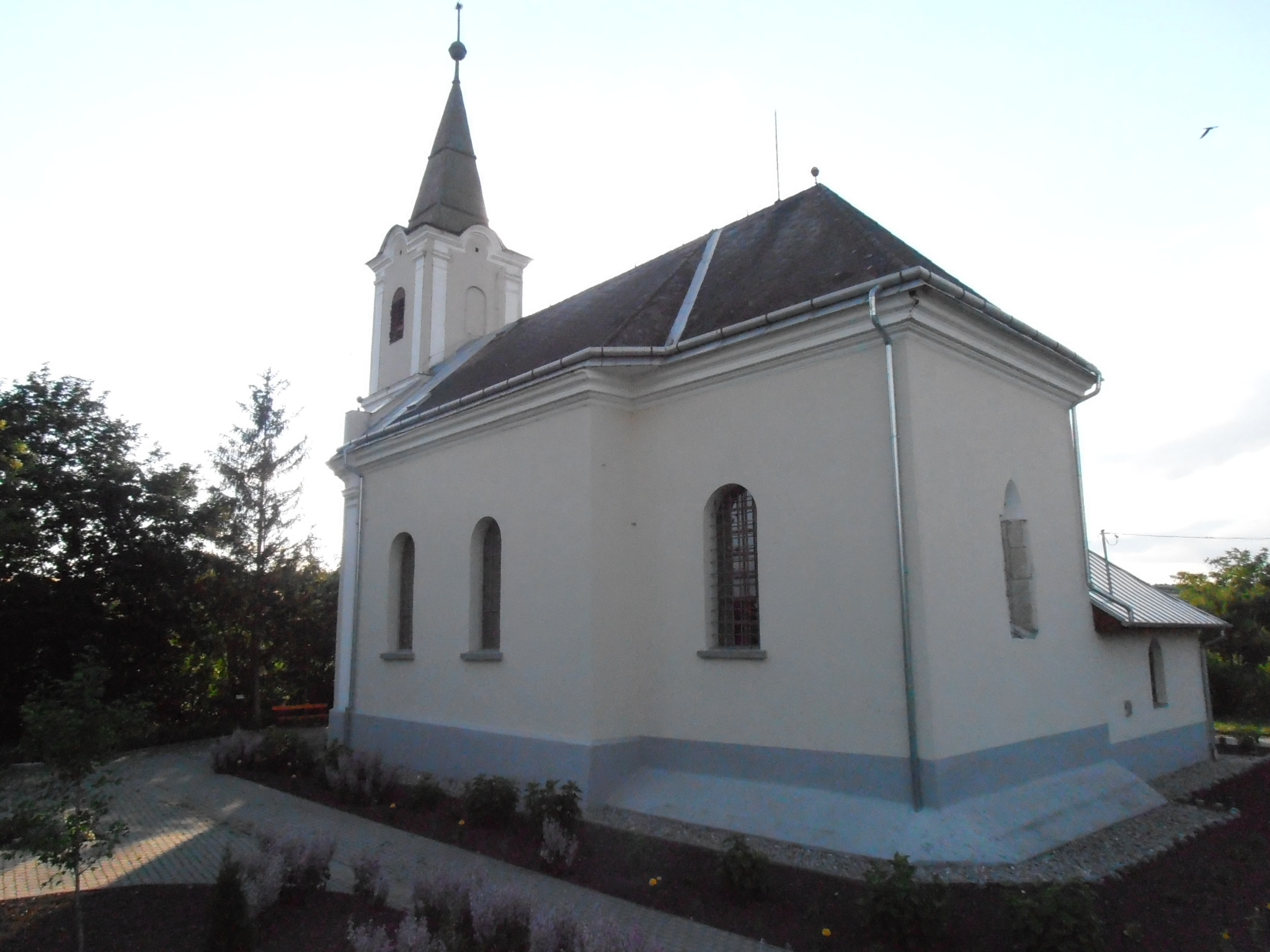
Evangelische Kirche
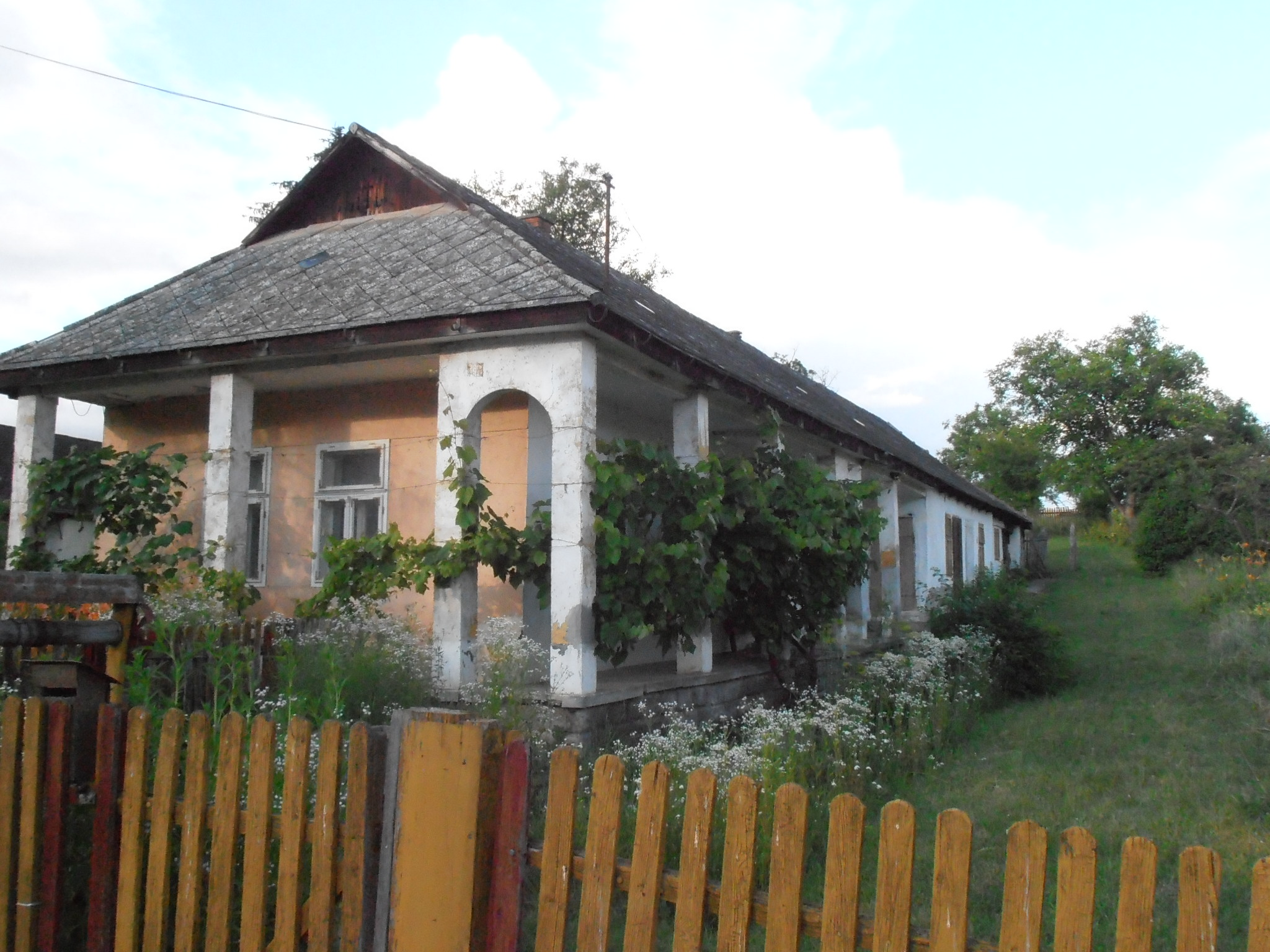
Altes Haus in Fancsal

## Verkehr
Durch Fancsal verläuft die Landstraße Nr. 2625. Es bestehen Busverbindungen nach Encs und Baktakék. Der nächstgelegene Bahnhof befindet sich südöstlich in Forró-Encs.